# راسموس كريستيانسن
راسموس كريستيانسن (بالدنماركية: Rasmus Christiansen)‏ هو لاعب كرة قدم دنماركي، ولد في 6 أكتوبر 1989 في Gribskov Municipality ‏ في الدنمارك. شارك مع منتخب الدنمارك تحت 17 سنة لكرة القدم ومنتخب الدنمارك تحت 21 سنة لكرة القدم. أما مع النوادي، فقد لعب مع آي بي في وناتدبيرنوفيلاغ ريكيافيكور ونادي فالور ونادي لينغبي.

## وصلات خارجية
- راسموس كريستيانسن على موقع قاعدة بيانات كرة القدم.إي يو (الإنجليزية)
- راسموس كريستيانسن على موقع Soccerway.com (الإنجليزية)